# Бубоједи (ред)
Бубоједи (лат. Insectivora, [Инсективора] — „инсектоједи”) је неважећи кладус и ред плацентални сисара који се више не користи у научној класификацији. Стручни назив за чланове овог реда сисара је инсективори.

## Етимологија назива
| Ред:        | Поријекло назива од:                                                                                                  | Значење назива: |
| ----------- | --- | --------------- |
| Insectivora | - латинске ријечи инсектум (лат. insectum), која значи инсект - и латинске ријечи воро (лат. voro), која значи гутати или ждерати | инсектоједи     |

## Опис
Многи бубоједи су ноћне животиње, које ноћу излазе из својих скровишта ради хране. Имају дугачке њушке и врло оштро чуло мириса помоћу кога налазе свој плен, као на пример жабе. Неки бубоједи се хране и бораве на површини земље, а неки, нарочито кртице, воде подземан начин живота.

## Систематика

### Класификација
[† - ознака за изумрли таксон]
- Ред: Insectivora (бубоједи)
  - Породица: Chrysochloridae (златне кртице)
  - Породица: Cynocephalidae (колугои)
  - Породица: Erinaceidae (јежеви)
  - Породица: Macroscelididae (сурласте ровчице)
  - Породица: Solenodontidae
  - Породица: Soricidae (ровчице)
  - Породица: Talpidae (кртице)
  - Породица: Tenrecidae (тенреци)
  - Породица: Tupaiidae (дрвене ровчице)
  - Породица: †Nesophontidae